# Zael
Zael – gmina w Hiszpanii, w prowincji Burgos, w Kastylii i León, o powierzchni 18,76 km². W 2011 roku gmina liczyła 115 mieszkańców.